# Johannes Wijnand Meyll
Johannes Wijnand (Johan) Meyll (Amsterdam, 15 mei 1880 - Nijkerk, 11 april 1960) was een Nederlandse beiaardier, organist, dirigent en muziekleraar. Zijn naam wordt in publicaties doorgaans geschreven als “Joh. W. Meyll”, soms ook als “Meijll”. 

## Levensloop
Meyll werd geboren in Amsterdam. Hij trouwde op 31 oktober 1911 te Nijkerk met Hendrika Hoogeveen. Zij kregen twee zoons en een dochter. In 1960 overleed hij. Meyll is begraven op de Algemene Begraafplaats in Nijkerk.

## Muzikale carrière

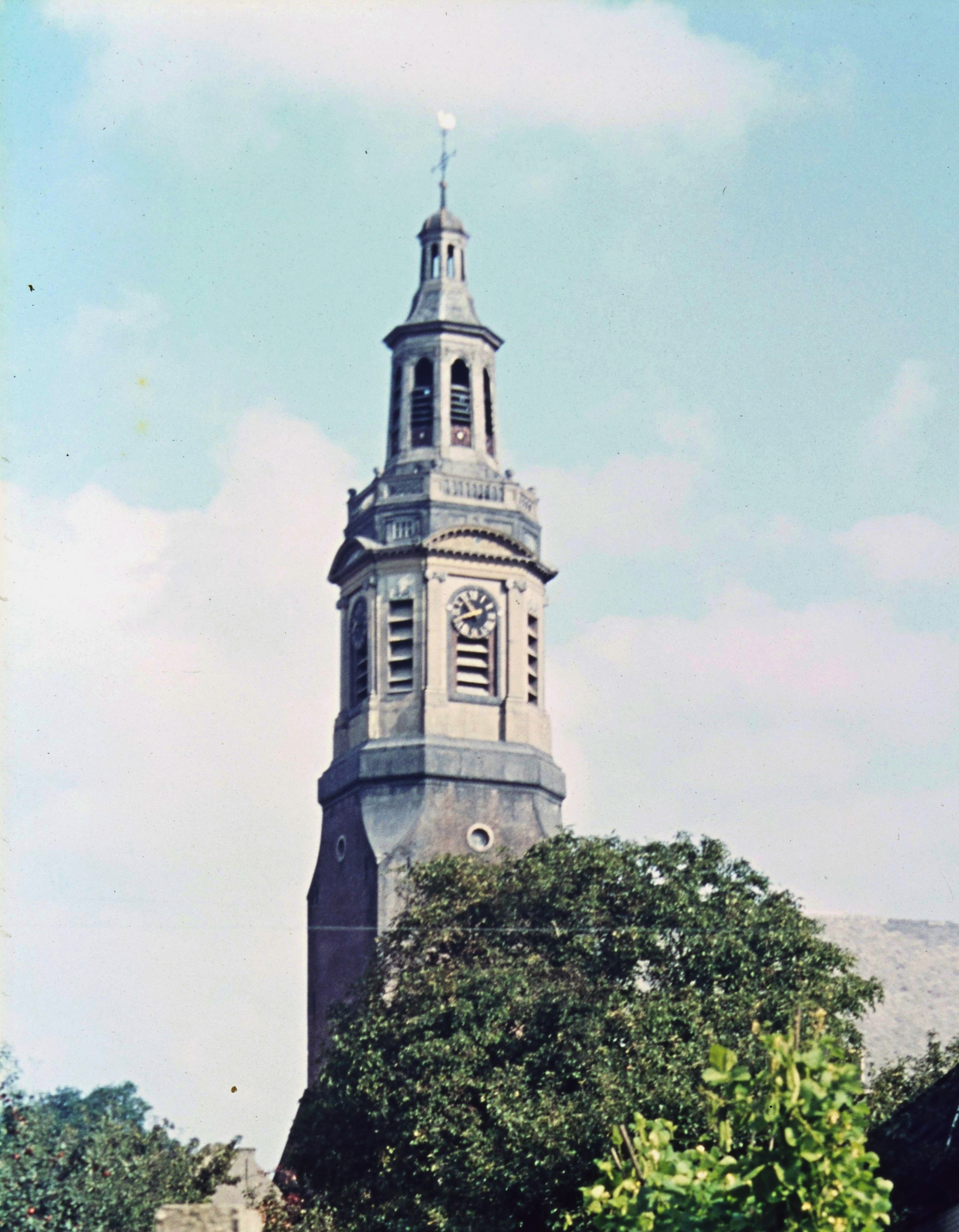
De toren van Nijkerk, in de situatie sinds 1919, ingericht naar het Mechelse systeem met galmborden in de lantaarn.

Meyll voelde zich al vroeg tot de muziek aangetrokken en "op 8-jarigen leeftijd gaf hij reeds blijk muzikale talanten te bezitten, terwijl hij als knaap van 14 jaar in de Oude Kerk te Amsterdam al een Godsdienstoefening begeleidde." In 1897 nam hij deel als pianist aan een uitvoering in Huize Stroucken te Amsterdam. Op het programma werd hij aangekondigd als leerling van Eelke Mobach, organist van de Oude Kerk aldaar. Ook staat van Meyll geschreven dat hij leerling was van Marinus François Hasselaar.
Meyll studeerde aan het Amsterdamsch Conservatorium bij onder anderen Jean-Baptiste de Pauw (orgel en piano), Daniël de Lange (solfège) en Bernard Zweers (harmonie en contrapunt). In 1908 rondde hij zijn opleiding af. Op latere leeftijd startte hij een beiaardstudie bij Jef Denyn in Mechelen. In 1931 studeerde hij daar als vierde Nederlander af. Meyll stond al langere tijd onder invloed van Jef Denyn, waardoor de Nijkerkse beiaard in 1919 door Denyn werd ingericht volgens het Mechelse systeem.

### Organist
In bronnen uit 1904 wordt hij genoemd als organist in de Nederlands Hervormde Gemeente te Buiksloot. In oktober 1904 was hij kandidaat om organist van de Hervormde Kerk te Maarssen te worden. In 1906 was hij kandidaat om organist te worden van de Nieuwe Kerk te Amsterdam. In bronnen uit 1907 wordt hij genoemd als plaatsvervangend organist van de Nieuwe Doopsgezinde Kerk in Amsterdam. Ook was hij organist in Koog aan de Zaan. In 1907 werd hij organist van de Grote Kerk in Nijkerk, na het overlijden van W.F. Enderlé.
In 1937 werd zijn 30-jarig organistenjubileum gevierd in een herdenkingssamenkomst in de Grote Kerk te Nijkerk. Ds. A. Luteyn zei hierbij: "Nu, reeds 30 jaren, heeft hij de gemeentezang begeleid, en op gevoelvolle wijze in schoone klanken de gave Gods vertolkt. Hij paarde steeds de muziek aan het gesproken Woord en weet in de taal der klanken zoowel gemoedsstrijd en verwoeden kamp, als vrede en berusting weer te geven, welke opvoeren tot hoogten van ongekend geluk en hoogere eenheid."

### Beiaardier
In 1907 solliciteerde Meyll tevens naar de functie van stadsbeiaardier in Nijkerk. Hij had “nog nooit een carillonklavier aangeraakt” en moest het bespelen van de beiaard nog leren. Toch werd hij in augustus 1907 benoemd tot beiaardier en stads-muziekmeester in Nijkerk.
Als beiaardier trad Meyll regelmatig in de belangstelling. Opnames van zijn spel waren te horen op de radio. Hij verscheen in diverse kranten en bladen en verzorgde jaarlijks beiaardconcerten in heel Nederland. Verder jureerde hij bij beiaardconcoursen.
In 1918 richtte Meyll met enkele anderen de Nederlandse Klokkenspelvereniging op. Hij was jarenlang penningmeester van deze vereniging. In 1927 werd Meyll tevens beiaardier van de Oude Kerk te Barneveld. In 1928 richtte Meyll met enkele anderen de Nijkerkse Klokkenspelvereniging op.

### Dirigent
Als dirigent was Meyll verbonden aan: 
- De Gemengde Zangvereniging Euterpe te Barneveld
- Het Nijkerks Christelijk Mannenkoor Valerius
- Het Nijkerks Kinderkoor
- De Christelijke Zangvereniging Hosanna te Nijkerk
- Het dameskoor van Volksonderwijs te Nijkerk.

### Einde muzikale carrière
Meyll was 38 jaar organist en stadsbeiaardier in Nijkerk. Hieraan kwam een einde na de Tweede Wereldoorlog, omdat hij lid was geworden van de NSB. Na de bevrijding werd hij geïnterneerd en verloor hij al zijn functies. In de jaren vijftig was hij weer op beperkte schaal actief als beiaardier, bijvoorbeeld op de beiaard van de Marktpleinkerk in Winschoten.

## Trivia
- In Nijkerk kreeg Meyll de bijnaam ‘Meylltje', vanwege zijn parmantige houding en geringe lichaamslengte.[1]
- Op de verjaardagen van koningin, later prinses Wilhelmina, koningin Juliana en prins Bernhard en op Bevrijdingsdag vermeldden zijn programma’s zowel voor als na de oorlog vaderlandse en Oranjegezinde liederen.[16]

## Fotogalerij

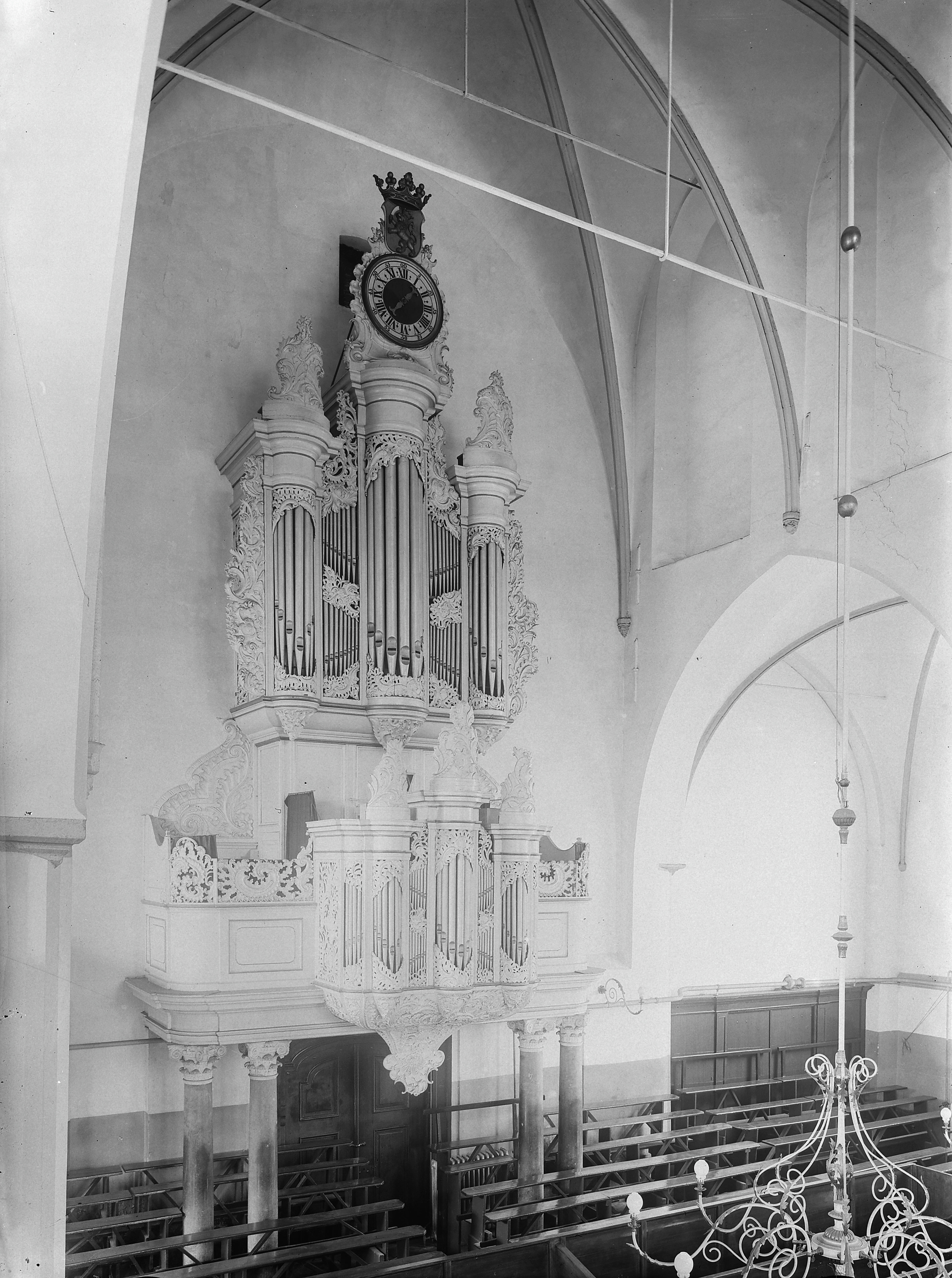
Het (witgeschilderde) orgel te Nijkerk in de tijd dat Meyll er organist was.
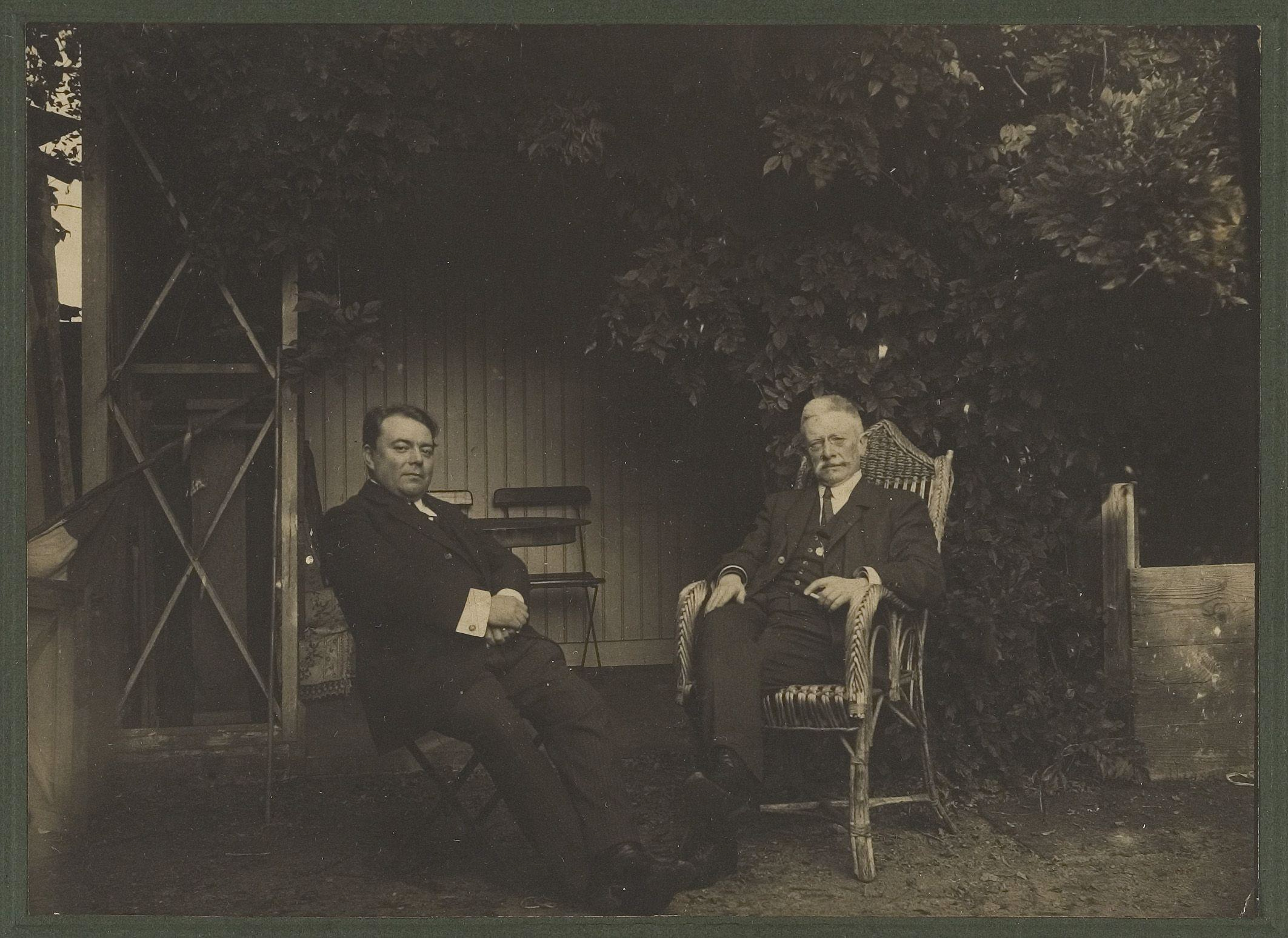
Joh. W. Meyll en Jef Denyn in Nijkerk, 1915.
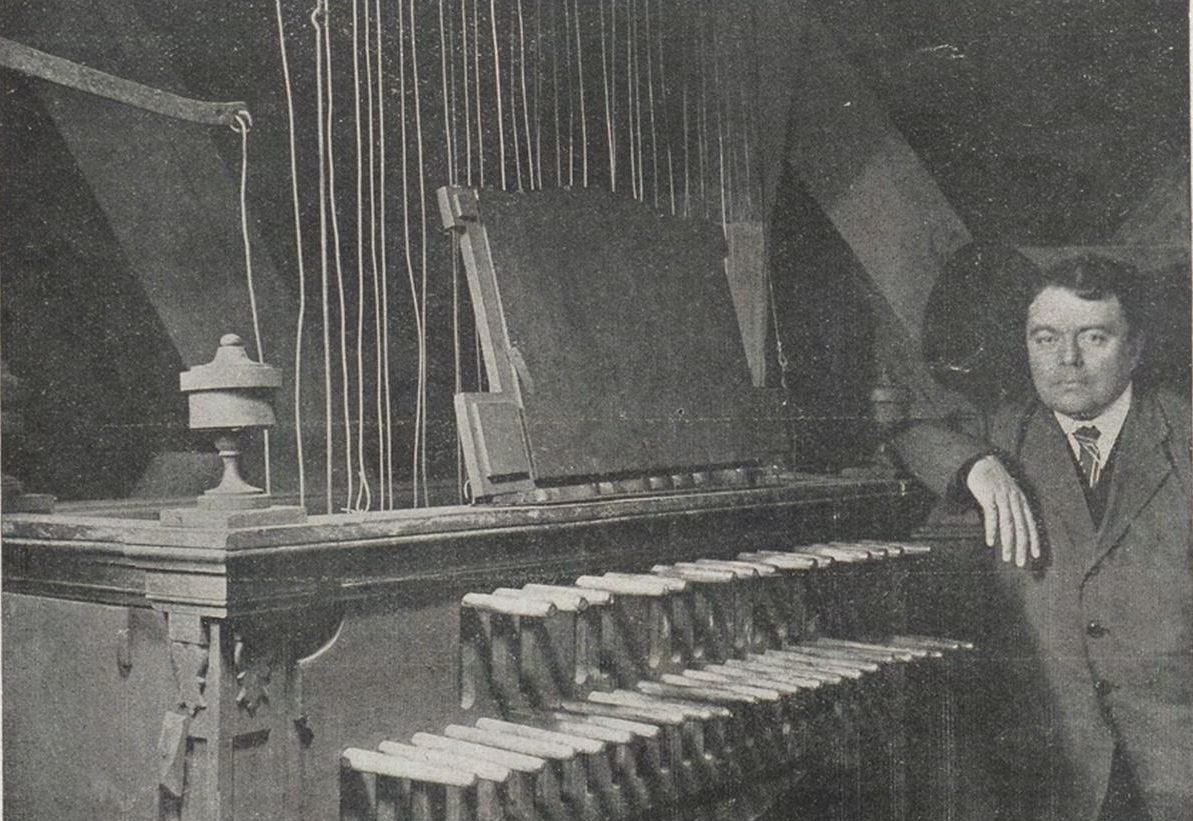
Joh. W. Meyll bij het beiaardklavier in de toren van Nijkerk, 1916.
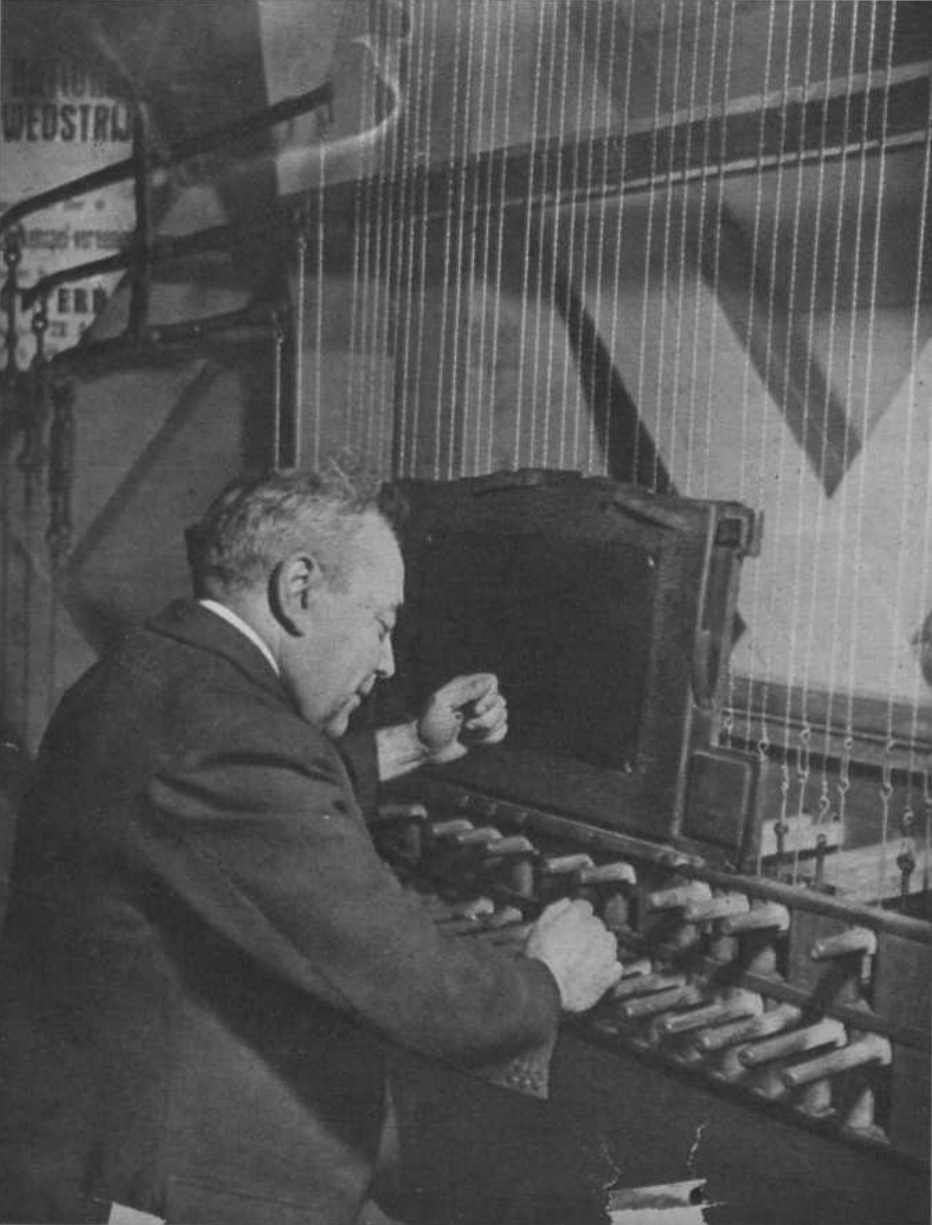
Joh. W. Meyll aan het beiaardklavier in de toren van Nijkerk, 1935.
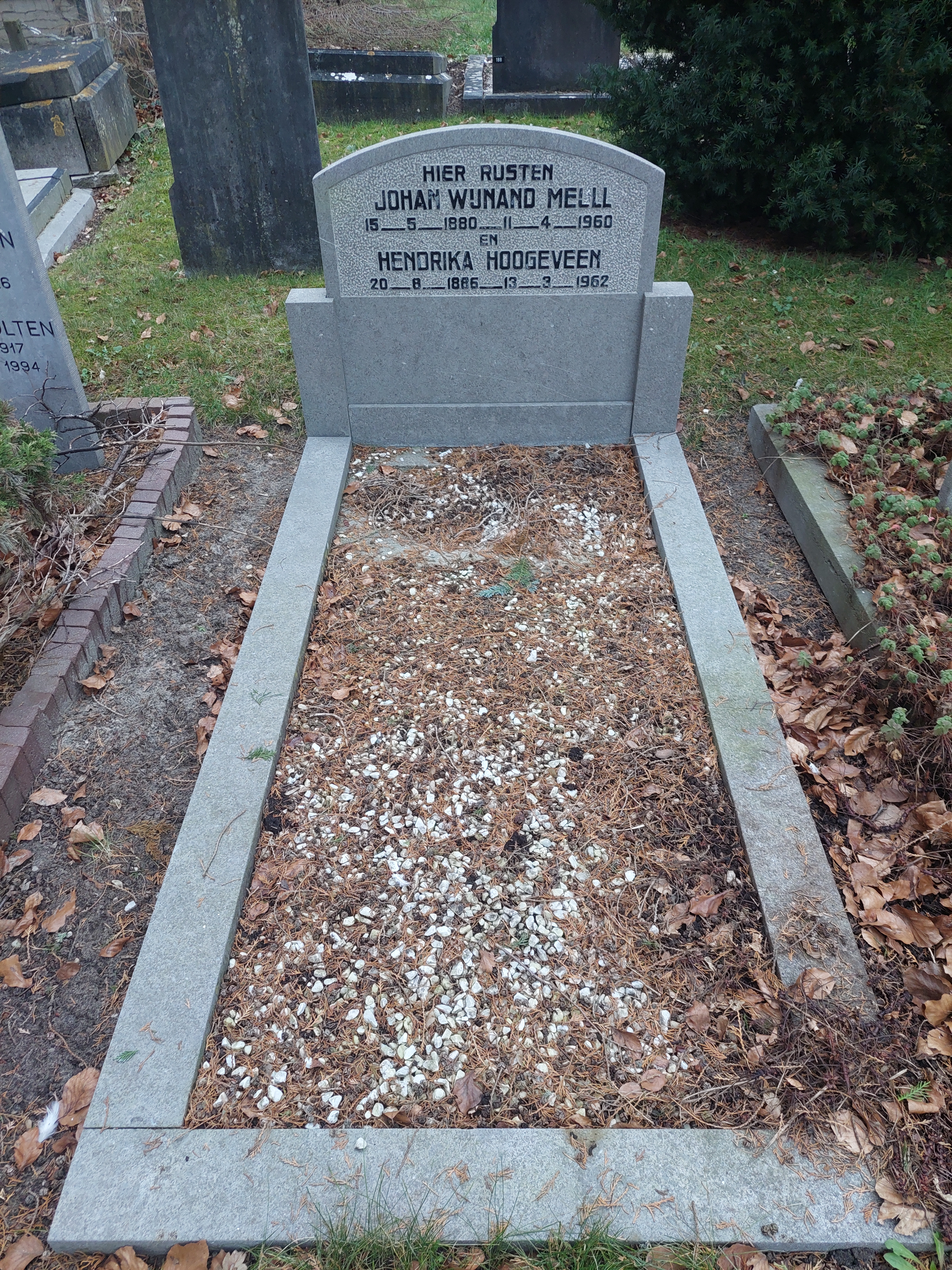
Het graf van Meyll op de Algemene Begraafplaats te Nijkerk.